# Éric Amalou
Éric Amalou (* 1. Oktober 1968 in Le Lamentin, Martinique) ist ein französischer Handballtrainer und ehemaliger Handballspieler.

## Karriere

### Verein
Auf der Karibik-Insel Martinique geboren, kam Éric Amalou im Alter von drei Jahren mit seiner Familie nach Vénissieux. Zunächst spielte er beim FC Lyon Fußball, bevor er sich mit 17 Jahren auf den Handball konzentrierte. Mit dem Vénissieux HB wurde der 1,87 m große Linksaußen 1990 und 1991 Vizemeister, ehe er 1992 den Titel gewann. 1991 und 1992 triumphierte die Mannschaft in der Coupe de France. Im Europapokal der Landesmeister 1992/93 erreichte man das Halbfinale. 1994 wechselte Amalou zu OM Vitrolles, mit dem er 1995 Vizemeister und Pokalsieger sowie 1996 Meister und Pokalfinalist wurde. Nachdem sich Vitrolles auf Grund finanzieller Schwierigkeiten im Sommer 1996 zurückgezogen hatte, lief er fortan für US Ivry HB auf. Mit Ivry wurde er 1997 zum dritten Mal Meister. 1998 wagte er den Sprung in die deutsche Bundesliga zum VfL Gummersbach. Nach zwei Jahren wechselte er zum ThSV Eisenach. 2003 kehrte er zu Ivry zurück und erreichte noch einmal das Finale im französischen Pokal. Zum Abschluss seiner Laufbahn wurde er Spielertrainer beim italienischen Zweitligisten Emmelle Naca Teramo.

### Nationalmannschaft
In der französischen A-Nationalmannschaft debütierte Amalou mit zwei Toren beim 23:22 gegen Deutschland beim Supercup am 22. November 1995 in Stuttgart. Mit Frankreich belegte er den 4. Platz bei den Olympischen Spielen in Atlanta. Ein Jahr darauf gewann die Auswahl um Amalou die Bronzemedaille bei der Weltmeisterschaft 1997. Insgesamt bestritt er in sechs Jahren 90 Länderspiele.